# Hebron (Illinois)
Hebron és una vila dels Estats Units a l'estat d'Illinois. Segons el cens del 2000 tenia 1.038 habitants.

## Demografia
Segons el cens del 2000, Hebron tenia 1.038 habitants, 390 habitatges, i 271 famílies. La densitat de població era de 589,4 habitants/km².
Dels 390 habitatges en un 38,5% hi vivien nens de menys de 18 anys, en un 50% hi vivien parelles casades, en un 13,6% dones solteres, i en un 30,5% no eren unitats familiars. En el 24,9% dels habitatges hi vivien persones soles el 8,7% de les quals corresponia a persones de 65 anys o més que vivien soles. El nombre mitjà de persones vivint en cada habitatge era de 2,66 i el nombre mitjà de persones que vivien en cada família era de 3,2.
Per edats la població es repartia de la següent manera: un 31% tenia menys de 18 anys, un 7,9% entre 18 i 24, un 32,4% entre 25 i 44, un 19,5% de 45 a 60 i un 9,2% 65 anys o més.
L'edat mediana era de 33 anys. Per cada 100 dones de 18 o més anys hi havia 91,4 homes.
La renda mediana per habitatge era de 46.607 $ i la renda mediana per família de 53.661 $. Els homes tenien una renda mediana de 41.036 $ mentre que les dones 25.272 $. La renda per capita de la població era de 18.829 $. Aproximadament el 3,3% de les famílies i el 5,1% de la població estaven per davall del llindar de pobresa.

## Poblacions properes
El següent diagrama mostra les poblacions més properes.